# Lady Stardust
Lady Stardust is een nummer van de Britse muzikant David Bowie, uitgebracht als de zesde track op zijn album The Rise and Fall of Ziggy Stardust and the Spiders from Mars uit 1972.
Het nummer is een eerbetoon aan Bowie's vriend en creatieve rivaal Marc Bolan, zanger van T. Rex, en heette oorspronkelijk "He Was Alright (A Song for Marc)". Bowie en Bolan waren al langere tijd vrienden en Bolan speelde mee op "The Prettiest Star" van Bowie. Tijdens een live-uitvoering van het nummer in 1972 werd zelfs een foto van Bolan geprojecteerd op een scherm achter Bowie. Een demoversie van het nummer verscheen in 1990 op de heruitgave van het album Ziggy Stardust.
In 2008 werd het nummer gecoverd door Midge Ure.

## Muzikanten
- David Bowie: zang, akoestische gitaar
- Mick Ronson: piano, achtergrondzang
- Trevor Bolder: basgitaar
- Mick "Woody" Woodmansey: drums